# Zhangjiawan (köping i Kina, Guizhou)
Zhangjiawan (kinesiska: 张家湾, 张家湾镇) är en köping i Kina. Den ligger i provinsen Guizhou, i den sydvästra delen av landet, omkring 120 kilometer väster om provinshuvudstaden Guiyang. Antalet invånare är 28435. Befolkningen består av 13 753 kvinnor och 14 682 män. Barn under 15 år utgör 33 %, vuxna 15-64 år 57 %, och äldre över 65 år 8,0 %.